# Apalis kaboboensis
El apalis del Kabobo (Apalis kaboboensis) es una especie de ave paseriforme de la familia Cisticolidae endémica del este de la República Democrática del Congo.

## Taxonomía
Fue descrito científicamente en  1955 por el ornitólogo ruso belga Alexandre Prigogine. Originalmente fue descrito como una especie, aunque posteriormente fue considerado una subespecie del apalis gorgicastaño. En la actualidad se vuelve a considerar una especie separada.

## Distribución y hábitat
Se encuentra únicamente en las montañas Itombwe al noroeste del lago Tanganica. Su hábitat natural son los bosques húmedos tropicales de montaña.